# Vargberget
Vargberget är ett naturreservat i Skinnskattebergs kommun i Västmanlands län.
Området är naturskyddat sedan 2013 och är 37 hektar stort. Reservatet omfattar höjden Vargberget och norrsluttningen till Örtjärnen och består av tall- och granskog på de högre partierna inslag av lövträd på branterna och gransumpskog och en trädbevuxen myrar i de lägre partierna.